# Heterothele
Heterothele là một chi nhện trong họ Theraphosidae.

## Các loài
Chi này gồm các loài:
- Heterothele affinis Laurent, 1946
- Heterothele atropha Simon, 1907
- Heterothele caudicula (Simon, 1886)
- Heterothele darcheni (Benoit, 1966)
- Heterothele decemnotata (Simon, 1891)
- Heterothele gabonensis (Lucas, 1858)
- Heterothele honesta Karsch, 1879
- Heterothele hullwilliamsi Smith, 1990
- Heterothele ogbunikia Smith, 1990
- Heterothele spinipes Pocock, 1897
- Heterothele villosella Strand, 1907